# Familie Eyskens
Eyskens is een Belgische (vooral Kempense) familienaam. De naam kreeg grotere bekendheid dankzij de twee politici Eyskens.

## Bekende leden
- Gaston Eyskens, was hoogleraar, Belgisch minister en eerste minister
- Mark Eyskens, was hoogleraar, Belgisch minister en eerste minister en auteur van talrijke werken in uiteenlopende genres

In 1973 werd Gaston Eyskens in de erfelijke adelstand opgenomen, met de titel burggraaf. Deze titel is overdraagbaar op de oudste erfgenaam. De gekozen wapenspreuk luidt Voor 't volk.